# Фелланден
Фелланден (нім. Fällanden) — громада  в Швейцарії в кантоні Цюрих, округ Устер.

## Географія
Громада розташована на відстані близько 105 км на північний схід від Берна, 8 км на схід від Цюриха.
Фелланден має площу 6,4 км², з яких на 32,5% дозволяється будівництво (житлове та будівництво доріг), 36,5% використовуються в сільськогосподарських цілях, 27,5% зайнято лісами, 3,5% не є продуктивними (річки, льодовики або гори).

## Демографія
2019 року в громаді мешкало 8689 осіб (+8,9% порівняно з 2010 роком), іноземців було 24,2%. Густота населення становила 1362 осіб/км².
За віковим діапазоном населення розподілялося таким чином: 21,8% — особи молодші 20 років, 59,1% — особи у віці 20—64 років, 19,1% — особи у віці 65 років та старші. Було 3812 помешкань (у середньому 2,3 особи в помешканні).
Із загальної кількості 2946 працюючих 20 було зайнятих в первинному секторі, 1229 — в обробній промисловості, 1697 — в галузі послуг.